# Cao Lạng
Cao Lạng là một tỉnh cũ thuộc vùng Đông Bắc Bộ, Việt Nam.

## Địa lý
Tỉnh Cao Lạng có vị trí địa lý:
- Phía đông giáp tỉnh Quảng Ninh
- Phía tây giáp tỉnh Bắc Thái và tỉnh Hà Tuyên
- Phía nam giáp tỉnh Hà Bắc
- Phía bắc giáp khu tự trị dân tộc Choang Quảng Tây (Trung Quốc).

## Hành chính
Tỉnh Cao Lạng có 20 đơn vị hành chính cấp huyện, bao gồm 2 thị xã: Cao Bằng (tỉnh lỵ), Lạng Sơn và 18 huyện: Bắc Sơn, Bảo Lạc, Bình Gia, Cao Lộc, Chi Lăng, Hà Quảng, Hòa An, Hữu Lũng, Lộc Bình, Nguyên Bình, Quảng Hòa, Thạch An, Thông Nông, Trà Lĩnh, Tràng Định, Trùng Khánh, Văn Lãng, Văn Quan.

## Lịch sử
Ngày 27 tháng 12 năm 1975, Quốc hội ban hành Nghị quyết về việc hợp nhất tỉnh Cao Bằng và tỉnh Lạng Sơn thành một tỉnh mới, lấy tên là tỉnh Cao Lạng.
Tỉnh Cao Lạng chính thức được hợp nhất từ tháng 12 năm 1976 với diện tích là 13.781 km² và dân số 871.000 người.

Tỉnh Cao Lạng có 20 đơn vị hành chính cấp huyện, bao gồm 2 thị xã: Cao Bằng (tỉnh lỵ), Lạng Sơn và 18 huyện: Bắc Sơn, Bảo Lạc, Bình Gia, Cao Lộc, Chi Lăng, Hà Quảng, Hòa An, Hữu Lũng, Lộc Bình, Nguyên Bình, Quảng Hòa, Thạch An, Thông Nông, Trà Lĩnh, Tràng Định, Trùng Khánh, Văn Lãng, Văn Quan (không bao gồm huyện Đình Lập khi ấy thuộc tỉnh Quảng Ninh).
Tháng 5 năm 1977, Đài Phát thanh Cao Lạng đã được khởi công xây dựng tại thị xã Cao Bằng.
Ngày 2 tháng 9 năm 1977, Đài Phát thanh Cao Lạng chính thức phát sóng chương trình đầu tiên, trên 2 làn sóng điện 48m và 312m, gồm 4 thứ tiếng: Việt, Tày – Nùng, Mông, Dao.
Ngày 29 tháng 12 năm 1978, Quốc hội ban hành Nghị quyết về việc chia tỉnh Cao Lạng chia thành tỉnh Cao Bằng và tỉnh Lạng Sơn.
Tỉnh Cao Bằng
- Chuyển 2 huyện Ngân Sơn, Chợ Rã của tỉnh Bắc Thái về tỉnh Cao Bằng quản lý.
- Tỉnh Cao Bằng có thị xã Cao Bằng và 11 huyện: Bảo Lạc, Chợ Rã, Hà Quảng, Hòa An, Ngân Sơn, Nguyên Bình, Quảng Hòa, Thạch An, Thông Nông, Trà Lĩnh, Trùng Khánh.

Tỉnh Lạng Sơn
- Chuyển huyện Đình Lập của tỉnh Quảng Ninh về tỉnh Lạng Sơn quản lý.
- Tỉnh Lạng Sơn có thị xã Lạng Sơn và 10 huyện: Bắc Sơn, Bình Gia, Cao Lộc, Chi Lăng, Đình Lập, Hữu Lũng, Lộc Bình, Tràng Định, Văn Lãng, Văn Quan.

Cuối năm 1978, GDP của tỉnh Cao Lạng đạt 383 triệu đồng, trong đó giá trị sản lượng nông-lâm nghiệp đạt 120 triệu đồng, sản lượng lương thực đạt 114 nghìn tấn.
Ngày 6 tháng 11 năm 1996, Quốc hội ban hành Nghị quyết về việc:
- Chia tỉnh Bắc Thái thành hai tỉnh là tỉnh Bắc Kạn và tỉnh Thái Nguyên.
- Chuyển hai huyện Ngân Sơn, Ba Bể thuộc tỉnh Cao Bằng về tỉnh Bắc Kạn quản lý.